# レソトの鉄道
レソトの鉄道では、レソトにおける鉄道について記す。
レソトには首都マセルに、南アフリカのマルセイユから分岐するマセル支線の終点であるマセル駅のみが存在する。マセル駅は南アフリカとの国境であるカレドン川から1.6kmの地点にある。

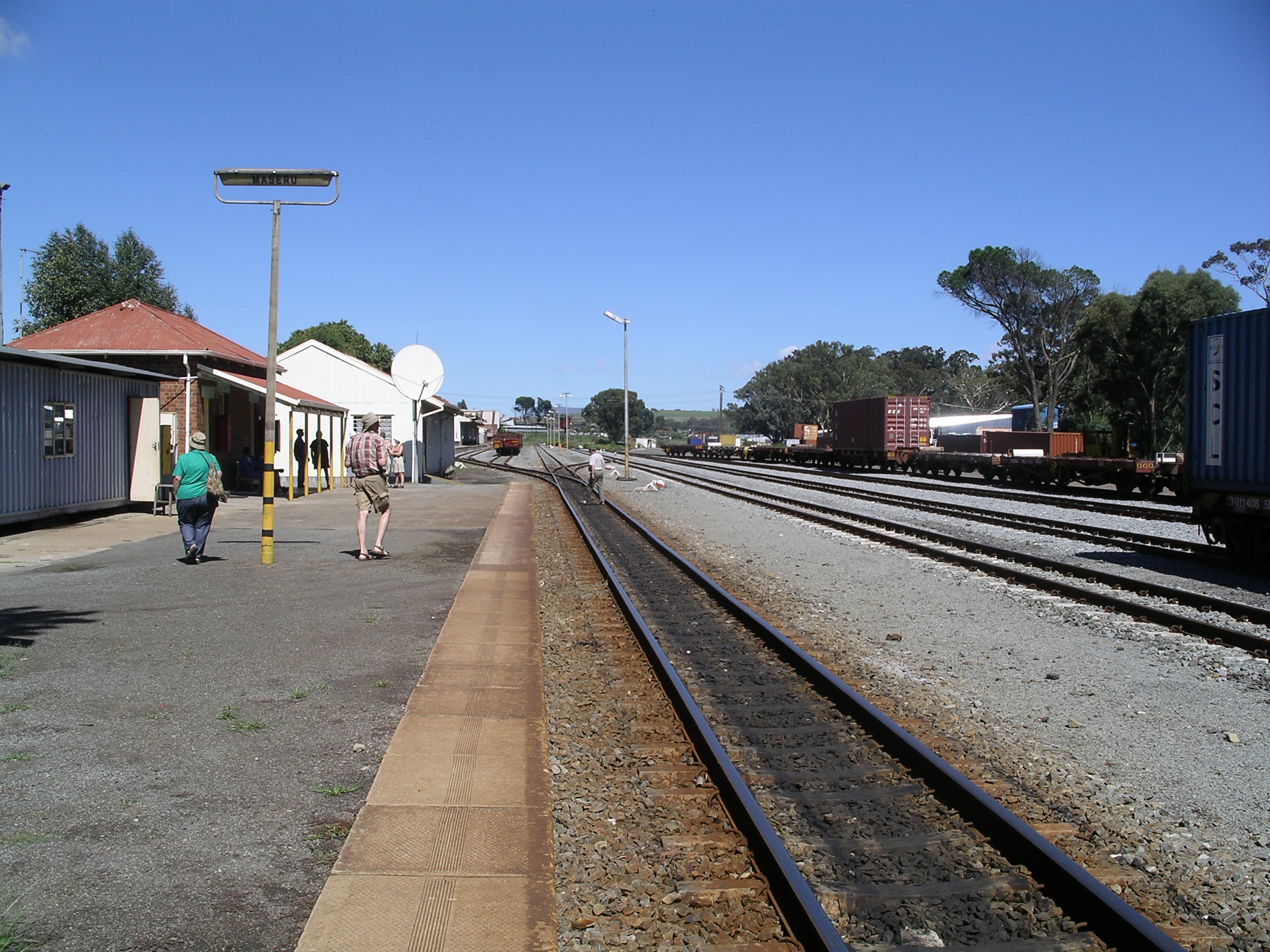
マセル駅構内

## 鉄道史
1905年12月18日、マセル支線が開通。
また、2007年時点で、レソトと南アフリカのダーバンやポート・エリザベスを結ぶ路線の建設構想があった。

## 隣接国との鉄道接続状況
- 南アフリカ共和国 - 接続（マセル支線（英語版）） - 同じ狭軌を採用1,067 mm
  - 主要都市であるブルームフォンテーンまで137km。